# Yun Heung-gil
Yun Heunggil es un escritor de Corea del Sur.

## Biografía
Yun Heunggil nació en 1942 en Jeongeup, provincia de Jeolla del Norte, al sur de Corea. Se crio en condiciones humildes, pero le fascinaba la naturaleza. Siempre estuvo rodeado de mujeres ancianas, de sus costumbres y tradiciones, lo que le aportó un lenguaje y un estilo narrativo genuinos. 
Se licenció en la Escuela de Profesores de Jeonju y después en la Universidad Wonkwang. Empezó como profesor de colegio, pero ha podido vivir como escritor desde 1976, además también da clases universitarias.
Actualmente vive en Seúl.

## Obra
En sus primeras obras prevalecen fundamentalmente dos temas: la historia y el presente. La guerra de Corea (1950-1953) constituye el eje de la temática histórica, centrándose en las tragedias causadas por la guerra. Yun Heunggil encauza a menudo las narraciones de esta época desde la perspectiva de un niño, como por ejemplo, en el cuento "Lluvias" del año 1973. En el cuento "Nueve pares de zapatos", publicado en el año 1977, el personaje principal abandona su conciencia pequeño burguesa para encontrar una nueva imagen personal como obrero.
Desde los setenta se centró en los problemas que surgían de la rápida industrialización, especialmente la alienación de la clase obrera, como se ve en los relatos "Nueve pares de zapatos", "Líneas rectas y curvas", "Alas y esposas" y "Una sosa mediana edad". A través del retrato de un personaje recurrente llamado Kwon, muestra la hipocresía evidente en la sociedad y la alienación y desilusión que experimenta la clase obrera por la rápida urbanización e industrialización.
En Mi madre, publicada en el año 1982, cuenta la desdicha de la modernidad coreana a través de la penosa historia de una mujer, quien al mismo tiempo descubre en la maternidad la fuerza para superar la historia llena de sufrimientos.
En El brazal (1983), Yun Heunggil evidencia en un formato satírico y humorístico cómo un brazal determina la conducta de un hombre, describiendo la fenomenología de la ambición y la violencia del poder. Durante este período, sus novelas también disfrutaron de auge en Japón, donde recibieron una acogida tan exitosa que La guadaña fue publicada primero en Japón en 1989.
En el año 2003 se publicaron los libros de relatos "¿Ángeles? ¿Paraísos?" y "El camino a Soradan".

## Premios
- Premio de literatura moderna (Hyundae Munhak) por El brazal en 1983
- Premio De Literatura Daesan por la recopilación de historias entrelazadas El camino a Soradan en 2004
- Premio de Literatura Coreana por "Nueve pares de zapatos" en 1977
- Premio Literaio Hankook Ilbo (antes llamado Premio de Literatura Creativa Coreana) por la novela corta La fortaleza de un soñador en 1983
- Premio Literario Siglo XXI por "Fuego en el bosque" en el 2000

## Traducciones al español
- Lluvias, México, Ediciones del Ermitaño, 2007
- El camino a Soradan, Sevilla, Ediciones Barataria, 2009
- Nueve pares de zapatos, Buenos Aires, Bajo la luna, 2012

## Obras en coreano
- Lluvias (1974)
- La casa en el ocaso (1976)
- Nueve pares de zapatos (1977)
- El mar de la revelación (1978)
- ¿Cuándo sale el arcoiris? (1979)
- Mi madre (1982)
- El brazal (1983)
- La fortaleza de un soñador (1987)
- La guadaña (1995)
- Si se camina por el centro de la luz (1997)
- El camino a Soradan (2003)
- ¿Paraísos? ¿Ángeles? (2003)